# Каленикові гори
Кале́никові го́ри — заповідне урочище в Україні. Розташоване поблизу села Бережанка Кременецького району Тернопільської області, в межах лісового урочища з фрагментами степової рослинності.
Площа — 18 га. Оголошене об'єктом природно-заповідного фонду рішенням виконкому Тернопільської обласної ради від 26 грудня 1983 року № 496 зі змінами, затверджене рішенням Тернопільської обласної ради від 27 квітня 2001 № 238. Перебуває у віданні місцевої селянської спілки.
В межах урочища зростають: гадючник шестипелюстковий, цмин пісковий — рідкісні й такі, що перебувають на межі зникнення, види рослин на території Тернопільської області, та багато інших. Місце оселення корисної ентомофауни.